# Bethanie Mattek-Sands
Bethanie Lynn Mattek-Sands (Rochester, 23 marzo 1985) è una tennista statunitense.
Nata Bethanie Mattek, di madre tedesca e con nonni slovacchi, ha aggiunto il secondo cognome in seguito al matrimonio con il connazionale Justin Sands.
Ottima doppista, in carriera si è aggiudicata ventotto tornei WTA, di cui sette tornei del Grande Slam in doppio femminile (due volte l'Australian Open e due volte il Roland Garros nel 2015 e 2017, e lo US Open nel 2016) e quattro in doppio misto (Australian Open nel 2012, Roland Garros nel 2015, US Open nel 2018 e 2019). In questa specialità ha raggiunto la prima posizione del ranking mondiale il 9 gennaio 2017. Inoltre vanta una finale alle WTA Finals 2016 e una medaglia d'oro vinta alle Olimpiadi di Rio 2016 in doppio misto. In singolare ha disputato quattro finali, tutte perse, e si è spinta fino alla posizione numero 30 l'11 luglio 2011. In singolare ha centrato due ottavi di finale Slam: Wimbledon nel 2008 e Roland Garros nel 2013.

## Carriera

### Junior
Vince il campionato del mondo juniores, il Les Petits As, nel gennaio del 1999 a Tarbes.

### 1999 - 2000: gli esordi
Esordisce nel circuito professionistico nel novembre del 1999, provando le qualificazioni per l'ITF di Philadelphia: Mattek cede all'esordio alla giapponese Nana Smith Rogers (2-6 2-6). Nel 2000, le vengono offerte due wild-card per partecipare alle qualificazioni del suo primo torneo WTA (Miami) e del suo primo Slam (US Open): in entrambe le circostanze, perde al primo turno contro Anca Barna in Florida (1-6 2-6) e contro la spagnola Gisela Riera a New York (7-5 2-6 2-6).

### 2001: primo main draw slam in doppio
In singolare, ha nuovamente una wild-card per le qualificazioni del torneo di Miami: questa volta, Mattek coglie il suo primo successo in carriera a livello professionistico, battendo la n°105 del mondo Catalina Castaño (6-4 7-6(3)); al second turno, cede a Sandra Cacic in due set. In aprile, trova il suo primo quarto ITF a Boynton Beach, dove perde da Asa Svensson. Nel torneo di Amelia Island, riceve una wild-card per disputare il suo primo main-draw WTA: all'esordio, viene estromessa dalla connazionale Jill Craybas per 6-4 1-6 3-6. A fine agosto, grazie nuovamente a un invito degli organizzatori, partecipa al suo primo torneo dello slam agli US Open: al primo turno, viene superata da Alicia Molik per 6-4 2-6 4-6. Chiude l'anno nella top-400.
In doppio, raggiunge il primo quarto di finale ITF a Boynton Beach e poi partecipa al suo primo slam agli US Open assieme ad Ashley Harkleroad: escono al primo turno.

### 2002: primo main draw slam e prima finale ITF in singolare
In singolare, raggiunge i quarti partendo dalle qualificazioni nell'ITF di Fullerton. In giugno, raggiunge il secondo quarto ITF stagionale ad Allentown. Partecipa poi alle qualificazioni degli US Open: riesce ad accedere al main draw, cogliendo anche il suo primo successo in carriera su una top-100 al secondo turno contro Evgenija Kulikovskaja (n°99 del mondo). Nel primo turno del tabellone principale, viene eliminata con un doppio 6-0 dalla n°3 del mondo Jennifer Capriati. A Boynton Beach, l'americana raggiunge la sua prima finale ITF in carriera, centrando 7 vittorie tra qualificazioni e main draw; nell'ultimo atto, Mattek perde da Julia Vakulenko per 4-6 0-6.
In doppio, raggiunge una semifinale ITF a Lexington e partecipa nuovamente allo US Open, dove, assieme ad Ally Baker, viene sconfitta all'esordio da Suárez/Ruano Pascual.

### 2003: primo titolo ITF in singolare e primi 3 in doppio; prima vittoria slam in doppio
In gennaio, Mattek vince il primo titolo ITF della carriera a Fullerton, battendo in finale Seda Noorlander. In marzo, partecipa per la prima volta al WTA di Indian Wells, grazie a una wild-card: cede all'esordio a Flavia Pennetta in tre set. L'americana partecipa anche ai WTA di Memphis e Miami, fermandosi sempre al primo turno. Si qualifica al main draw di Charleston, ma al primo turno si arrende a Laura Granville per 2-6 2-6. In maggio ottiene una semifinale ITF a Sea Island. Sull'erba, tenta le qualificazioni sia a Birmingham che a Wimbledon: in entrambi i casi, viene fermata all'ultimo turno. In luglio, raggiunge la seconda finale ITF dell'anno sul cemento di Oyster Bay, dopo aver battuto in semi la n°95 del mondo Ansley Cargill; nell'ultimo atto, perde da Anna-Lena Grönefeld per 3-6 0-6. Agli US Open, dove ha nuovamente una wild-card, viene eliminata all'esordio da Nathalie Dechy per 6-4 al terzo set.
In doppio, vince il primo titolo ITF della carriera a Fullerton con Shenay Perry. Raggiunge poi la finale a Midland e Surbiton, mentre trionfa a Charlottesville e Troy, chiudendo l'anno con 3 titoli nel circuito ITF. A livello WTA, partecipa al torneo di Memphis con Tanner Cochran: le due non vanno oltre il primo turno. Agli US Open, assieme a Perry, coglie la prima vittoria slam nella specialità sconfiggendo Chmelinova/De Villiers con un doppio 6-0; al secondo turno, cedono ad Hantuchová/Rubin in due set.

### 2004: il primo terzo turno slam e il primo titolo WTA in doppio
Bethanie tenta le qualificazioni in 6 eventi, tre WTA e tre slam: tra Australian Open, Tokyo, Indian Wells, Roland Garros, Birmingham e Wimbledon, l'americana non riesce a qualificarsi in nessun main-draw. A luglio, Mattek vince il secondo titolo ITF della carriera a Schenectady, battendo in finale Maureen Drake per 6-3 6-1. Alla Rogers Cup, Bethanie riesce a entrare nel suo primo tabellone principale WTA dell'anno, eliminando Els Callens e Yuka Yoshida; nel main-draw, estromette l'indonesiana Angelique Widjaja in tre set, cogliendo il primo successo in un Tier I nella sua carriera; al secondo turno, cede alla n°10 del seeding Vera Zvönareva. Agli US Open, viene sconfitta al primo round da Iveta Melzer per 4-6 6-3 3-6. Nell'ultima parte di anno, l'americana coglie una semifinale ITF a Troy.
In doppio, con Laura Granville, raggiunge il secondo turno all'Australian Open, dove perde da Safina/Husarova. Al Roland Garros, assieme ad Abigail Spears, trova il primo terzo turno slam della carriera, eliminando Serna/Molik e Kostanic Tosic/Nagyová; ai sedicesimi, le americane si arrendono a Weingartner/Craybas; a Wimbledon, con Jessica Lehnhoff, si ferma al secondo turno contro Huber/Sugiyama. Oltre al primo turno negli US Open, nell'ultima parte dell'anno Bethanie vince il primo titolo WTA a Vancouver (con Spears, livello Tier V) e ottiene una finale ITF a Troy.

### 2005: prima semifinale WTA in singolare; seconda finale WTA in doppio
Fino ad aprile, Bethanie ottiene 2 quarti di finale ITF e non riesce a qualificarsi ai WTA di Indian Wells e Charleston. Prova le quali anche al Roland Garros: batte Chanda Rubin (2-6 6-3 6-1) prima di capitolare contro Henrieta Nagyová (5-7 2-6). In luglio, partecipa al WTA di Cincinnati: si qualifica per il tabellone principale eliminando Drake (6-3 6-3), Daniela Kix (6(2)-7 7-6(3) 7-5) e Liga Dekmeijere (6-2 6-2); nel main-draw, si impone in rimonta su Marion Bartoli (n°30 del mondo, 1-6 6-4 7-6(0)), centrando il primo successo su una top-50 in carriera; al secondo turno, approfitta del ritiro di Camille Pin (sul 6-3 2-0), accedendo ai suoi primi quarti di finale WTA; nella circostanza, prevale sulla n°19 del mondo Jelena Janković per 6-1 0-6 6-2, approdando alla sua prima semifinale nel circuito maggiore; tra le ultime quattro, Bethanie si arrende alla svizzera Schnyder (n°12 del mondo) per 4-6 1-6. L'americana riesce a ottenere in questo torneo le sue prime vittorie su top-50, top-30 e top-20. Nel resto della stagione su cemento americano, partecipa al torneo di Los Angeles come lucky-loser ed esce al primo turno contro Tathiana Garbin; allo US Open, cede all'esordio all'argentina Díaz-Oliva. Nel finale di anno, non centra i tabelloni principali dei WTA di Lussemburgo e Stoccarda ma a livello ITF ottiene una semifinale a Tucson e soprattutto il titolo di Palm Beach Gardens, battendo l'ungherese Czink in finale.
In doppio, ottiene due finali ITF (entrambe perse, a Houston e Pittsburgh) ma soprattutto centra la sua prima finale WTA nel Tier II di Los Angeles assieme ad Angela Haynes. Nell'ultimo atto, le due americane cedono a Pennetta/Dement'eva.

### 2006: 2 finali WTA in doppio
Bethanie tenta le qualificazioni all'Australian Open: batte Nika Ožegović e la connazionale Ahsha Rolle prima di arrendersi alla cinese Meng Yuan (4-6 5-7). Successivamente, tenta i tabelloni cadetti di Tokyo e Pattaya: in entrambi i casi esce di scena al secondo turno. Sulla terra di Bogotà, Bethanie centra il suo secondo quarto di finale WTA in carriera sconfiggendo Parra Santonja (6-2 4-6 6-2) e Ágnes Szávay (6-1 6-0); nei quarti, cede a Flavia Pennetta in due set. Dopo un primo turno ad Acapulco, supera le quali a Indian Wells, eliminando Gallovits-Hill e Azaranka; nel tabellone principale, batte Nicole Pratt in tre set prima di arrendersi a Sania Mirza per 7-5 al terzo. A Miami viene sconfitta al primo turno dalla connazionale Varvara Lepchenko (6(4)-7 3-6). Successivamente, non passa le qualificazioni a Ponte Vedra Beach e Charleston. All'Estoril e a Praga esce all'esordio. A Rabat estromette Milagros Sequera per 6-3 6-2 per poi venir eliminata da Al'ona Bondarenko con lo stesso punteggio con cui aveva vinto la sua prima partita nel torneo. Nel suo primo main-draw al Roland Garros, l'americana perde per la seconda volta in stagione da Flavia Pennetta (3-6 1-6). Sull'erba, si qualifica per il tabellone principale di Birmingham, battendo Tatiana Perebyjnis e Meilen Tu; nel main-draw, elimina Julia Schruff (6-4 6(6)-7 6-1) prima di arrendersi a Marion Bartoli in tre set. A Wimbledon, cede alla n°12 del mondo Venus Williams al primo turno (1-6 0-6). A Cincinnati, dove difendeva la semifinale, viene estromessa al secondo turno da Serena Williams per 3-6 1-6. Si rifà a Los Angeles, dove raggiunge i quarti sconfiggendo Peschke (6-4 6-4), Pennetta (dopo averci perso per 3 volte in carriera, 6-4 2-6 7-5) e Bondarenko (6-1 6-1); tra le ultime otto, viene superata dalla n°6 del pianeta Elena Dement'eva. Dopo un primo turno agli US Open (battuta da Hantuchová), raggiunge la prima finale ITF del 2006 a Houston, dove cede ad Ágnes Szávay in tre parziali.
In doppio, l'americana raggiunge la sua terza finale WTA a Praga assieme ad Ashley Harkleroad: le due cedono a Bartoli/Peer nell'ultimo atto, con un doppio 4-6. La settimana successiva, coglie un'altra finale WTA in quel di Rabat: sempre con Harkleroad, perde il trofeo anche qui, arrendendosi alla coppia Yan/Zheng nel match valido per il titolo. Nel corso dell'anno, ottiene altre due semifinali (a Birmingham e Cincinnati) e il terzo turno agli US Open, miglior risultato stagionale negli slam.

### 2007: top-100 in singolare; top-40, primo quarto di finale slam e secondo titolo WTA in doppio
All'Australian Open, Bethanie si ferma all'ultimo turno di qualificazione contro Stéphanie Cohen-Aloro (6-2 6(4)-7 1-6). A Tokyo, invece, riesce a passare le qualificazioni, grazie ai successi su Anastasija Rodionova (6-1 6-3), Camille Pin (6-4 5-7 6-3) e Meilen Tu (6-4 1-6 6-3); al primo turno, cede a Jie Zheng per 2-6 1-6. A Memphis, l'americana raggiunge i quarti di finale, i primi stagionali in un WTA, battendo Lisa Raymond (6-2 7-5) e approfittando del ritiro di Shenay Perry (sul 6-2 0-1); tra le ultime otto, si arrende a Shahar Peer in due set. A Indian Wells, dopo aver superato Brenda Schultz-Mccarthy con un doppio 6-1, viene estromessa dalla n°10 del mondo Nicole Vaidišová per 4-6 1-6. Tra Miami, Ponte Vedra Beach e Charleston non riesce a passare le qualificazioni. In maggio, vince il suo 4º titolo ITF della carriera a Indian Harbour Beach, superando in finale Vol'ha Havarcova per 7-5 1-6 6-1. Non si qualifica al Roland Garros mentre sull'erba di Birmingham si ferma al primo turno contro Elena Lichovceva (3-6 0-6). A Wimbledon vince il suo primo match nel main-draw battendo la russa Bardina (6-1 6-0); al secondo turno, cede alla n°5 del mondo Svetlana Kuznecova in due set. Grazie al risultato, centra per la prima volta da quando è professionista la top-100, issandosi al n°99 del mondo. A Cincinnati viene sconfitta al secondo turno da Akgul Amanmuradova al tie-break del terzo. Dopo non essersi qualificata per il tabellone principale di Carlsbad, viene ripescata come lucky-loser a Los Angeles: viene eliminata dalla slovena Srebotnik (4-6 5-7). Agli US Open, vince il suo primo incontro in carriera nello slam newyorkese su Madison Brengle (wild-card, 6-4 6-1); al secondo turno, si arrende a Shahar Peer per 2-6 1-6. Termina l'anno al n°112 del mondo, facendo riscontrare la posizione n°95 come suo best-ranking.
In doppio, gioca una prima parte di anno opaca, dove centra solo una semifinale a Memphis con Tu. A Cincinnati, con Sania Mirza, vince il suo secondo titolo WTA a Cincinnati, il primo di livello Tier III, battendo in finale Židkova/Puček in due set. Coglie poi una semifinale a Carlsbad ma soprattutto i primi quarti di finale slam agli US Open in coppia nuovamente con Mirza: le due si arrendono a Chan/Chuang. Chiude l'anno con il suo best ranking, al n°36 del mondo.

### 2008: ottavi a Wimbledon, prima finale WTA e top-50 in singolare; 2 titoli WTA e quarti a Wimbledon in doppio
L'inizio anno dell'americana non regala particolari acuti: non si qualifica agli Australian Open (sconfitta subito da Ekaterina Lopes) e a Miami, esce al primo turno a Bogotà e Indian Wells e al secondo turno a Memphis (battendo però all'esordio la n°13 del mondo Tathiana Golovin). Dopo un primo turno a Ponte Vedra Beach, si sposta sulla terra: ottiene il secondo turno a Charleston (estromessa dalla n°4 del pianeta Šarapova) ma soprattutto il 5º titolo ITF della carriera a Dothan, eliminando solo tenniste statunitensi e vincendo in finale su Lepchenko per 6-2 7-6(3). Risale la classifica grazie ad altri buoni risultati ITF, come la semifinale a Charlottesville e la finale a Indian Harbour Beach (battuta da Wickmayer). Successivamente, prende parte alle qualificazioni del Roland Garros: le supera sconfiggendo Alina Židkova, Margit Rüütel e Oxana Lyubtsova. Al primo turno, centra il suo primo successo nel main-draw dello slam francese prevalendo su Madison Brengle (6-3 2-6 6-4); al secondo turno, si arrende alla n°1 del mondo Marija Šarapova in tre set. Dopodiché si presenta a Birmingham, dove dà inizio alla stagione su erba: si impone su Jarmila Wolfe (7-6(1) 6-2) e Aravane Rezaï (6-1 6-4); agli ottavi, lascia 6 giochi a Tamarine Tanasugarn (6-4 6-2), ritrovando i quarti WTA dopo quasi un anno dall'ultima volta; tra le ultime otto, vince nettamente su Nicole Vaidišová (6-3 6-0), approdando in semifinale, che mancava dal circuito maggiore dal 2005 per l'americana; nel penultimo atto, Bethanie cede il passo alla belga Wickmayer in due set tirati (5-7 6(2)-7). Grazie all'ottimo risultato, sale al n°69 del mondo. Successivamente, gioca a Wimbledon: estromette Séverine Beltrame (5-7 6-1 6-0) e Vera Duševina (7-6(6) 6-4), accedendo al suo primo terzo turno slam in carriera; nella circostanza, Bethanie batte la sua prima top-ten in singolare, la n°10 del mondo e finalista in carica Marion Bartoli (6-4 6-1). Nei suoi primi ottavi major, perde il derby contro la n°6 del pianeta Serena Williams (3-6 3-6). Torna poi sul cemento, disputando il torneo di Los Angeles: elimina Abigail Spears (6-2 6-4) e poi Nicole Vaidišová per la seconda volta nel 2008 (6-4 6-0); agli ottavi, supera Vol'ha Havarcova per 7-5 6-2, accedendo al suo secondo quarto WTA stagionale; nella circostanza, estromette Meng Yuan in due set, qualificandosi per la seconda semifinale dell'anno e la prima in un Tier II. Nel penultimo atto, perde dall'italiana Flavia Pennetta con lo score di 6-3 2-6 5-7. Grazie agli ottimi risultati tra Wimbledon e Los Angeles, l'americana entra in top-50, in posizione n°45. Il resto della parte di stagione sul cemento americano non coglie risultati ragguardevoli, raggiungendo al massimo il secondo turno agli US Open. A Québec City, gioca l'ultimo torneo dell'anno: sconfigge due wild-card locali, Fichman (6-3 6-3) e Valérie Tétreault (7-6(4) 3-6 7-6(1)), approdando ai quarti, dove si impone su Melanie Oudin in due set. Nella terza semifinale del 2008, Bethanie supera un'altra canadese, Aleksandra Wozniak (7-6(4) 6-3), accedendo alla sua prima finale nel circuito maggiore. Nell'ultimo atto, Bethanie cede alla n°1 del seeding Nadia Petrova, con il punteggio di 6-4 4-6 1-6. Chiude l'anno al n°39 del mondo, raggiungendo come best-ranking la posizione n°38.
In doppio, coglie il terzo turno all'Australian Open e poi vince il terzo titolo WTA della carriera a Bogotà con Iveta Melzer. Con Sania Mirza, raggiunge una prestigiosa semifinale a Indian Wells, dove perde una battaglia con Yan/Zheng per [5-10] al super-tiebreak. Assieme a Uhlířová, vince il secondo titolo stagionale sulla terra di Amelia Island, battendo in finale Azaranka/Vesnina per 6-3 6-1. Nuovamente con l'indiana Mirza, Bethanie coglie altri due risultati di rilievo: a Wimbledon centra i quarti di finale (i secondi slam dopo quelli di New York del 2007) dove si arrende alle sorelle Williams e la semifinale a Los Angeles. Termina l'anno al n°26 del mondo, sfiorando la top-20 col suo best-ranking di n°21.

### 2009: uscita dalla top-100 in singolare; 3 titoli WTA e top-20 in doppio
La stagione di Bethanie inizia a Indian Wells, dove esce di scena al secondo turno contro Gisela Dulko (1-6 3-6). A Miami si fa sorprendere all'esordio da Anastasija Pivovarova, n°172 del mondo, per 6(1)-7 3-6. Sulla terra, coglie il secondo turno a Ponte Vedra Beach, Charleston e Roma; viene poi convocata in Fed Cup per disputare la semifinale contro la Repubblica Ceca: nonostante perda i suoi due singolari contro Petra Kvitová e Lucie Šafářová, vince il doppio decisivo assieme a Liezel Huber, permettendo agli USA di accedere in finale. Successivamente, Mattek va incontro a 9 sconfitte consecutive al primo turno (considerando anche le qualificazioni di Cincinnati e della Rogers Cup) tra Madrid e Toronto, causando la sua uscita dalla top-100. Ritrova il successo agli US Open, dove batte Iveta Melzer (6-3 6-4) prima di cedere a Venus Williams (4-6 2-6). A Québec City, dove difendeva la finale, esce di scena ai quarti di finale contro Lucie Šafářová in due set. A causa della pessima stagione, chiude l'anno al n°152 del mondo.
La stagione in doppio è invece molto più positiva per Bethanie: vince il titolo a Charleston assieme a Nadia Petrova, battendo in finale Dekmeijere/Schnyder per [11-9] al super-tiebreak. In primavera, le due vincono anche a Stoccarda, superando in finale Dulko/Pennetta in rimonta (5-7 6-3 [10-7]). A Varsavia, con Raquel Kops-Jones, vince il terzo torneo stagionale sconfiggendo con un doppio 6-1 Yan/Zheng nell'ultimo atto. Con Petrova, l'americana raggiunge i quarti slam per la terza volta in carriera a Parigi, sconfiggendo le sorelle Williams agli ottavi in tre set; tra le ultime otto coppie, Mattek/Petrova si arrendono a Black/Huber con un doppio 3-6. Dopo scarsi risultati sull'erba (a Wimbledon fa terzo turno), si riprende nello swing su cemento americano: con Petrova raccoglie la semifinale a Stanford e poi i quarti agli US Open per la seconda volta in carriera; chiude la stagione con la semifinale a Québec City. Termina l'anno al n°17 del mondo, suo best-ranking.

### 2010: 2° finale WTA in singolare e rientro in top-100; semifinale a Wimbledon, 8º titolo e altre 4 finali WTA e top-20 in doppio
Bethanie inizia l'anno disputando le qualificazioni per l'Australian Open: viene eliminata all'ultimo turno da Yvonne Meusburger (6-3 5-7 4-6). A Memphis perde al secondo turno dalla n°1 del seeding Marija Šarapova; a Indian Wells, dove riceve una wild-card per il main-draw, batte Švedova (7-5 7-5) prima di capitolare contro Shahar Peer in due set. Entra nel tabellone principale di Miami passando le quali; nel main-draw, cede a Timea Bacsinszky per 4-6 4-6. Riesce a passare il tabellone cadetto anche a Ponte Vedra Beach, sconfiggendo Hlaváčková (6-2 6-2), Puig (2-6 6-2 6-1) e Lepchenko (6-4 6-1); nel main-draw, elimina Rodionova in tre set prima di arrendersi a Pavljučenkova. Sulla terra, ottiene il secondo turno a Charleston, Roma e Parigi. Sull'erba, coglie il secondo round a Birmingham (battuta da Šarapova) e poi esce all'esordio a Wimbledon dopo aver passato le qualificazioni. Sul cemento americano, passa il tabellone cadetto prima a Montréal e poi a New Haven: in Canada, riesce a imporsi al primo turno su Melanie Oudin (6-1 6-4) mentre al secondo turno cede a Kim Clijsters (n°4 del mondo) per 6-4 4-6 3-6. In Carolina del Nord, batte solo top-100 per entrare nel main draw e poi si sbarazza della n°27 del mondo Alexandra Dulgheru al primo turno (6-2 6-1); al secondo round, si arrende a Nadia Petrova in due parziali. Anche agli US Open si ferma al secondo turno contro Petković. Gioca a Québec City l'ultimo torneo dell'anno: elimina Irina Falconi (6-4 7-5) e poi la n°6 del seeding Julia Görges (6-1 6-4); nel primo quarto di finale dell'anno, Mattek estromette la wild-card locale Rebecca Marino (6-4 7-6(4)). In semifinale, lascia tre giochi alla n°28 del mondo Lucie Šafářová (6-2 6-1). Bethanie trova così la prima finale dell'anno, la seconda WTA della carriera, ottenuta nuovamente in Canada. Come successo nel 2008, anche in questo caso l'americana non riesce a conquistare il trofeo, superata nell'ultimo atto da Tamira Paszek per 6(6)-7 6-2 5-7. Grazie ai buoni risultati nell'ultima parte di stagione, Mattek termina l'anno al n°59 del mondo.
La stagione in doppio le regala ottime soddisfazioni: raggiunge i quarti di finale all'Australian Open assieme a Yan, riuscendo a cogliere così i quarti in tutti e quattro i major; nella circostanza, Mattek/Yan perdono dalle sorelle Williams in tre set. A Memphis, assieme a Meghann Shaughnessy, trova la prima finale WTA dell'anno senza perdere set; nell'ultimo atto, le americane cedono a King/Krajicek. Nuovamente con Yan, Bethanie arriva in semifinale ad Indian Wells, arrendendosi a Petrova/Stosur (3-6 2-6); a Ponte Vedra Beach, Mattek/Yan vincono il primo titolo assieme (l'ottavo per la statunitense) sconfiggendo in finale Chuang/Peng per 4-6 6-4 [10-8]. Dopo una deludente stagione su terra (con solo un terzo turno a Parigi), Mattek decide di fare coppia con Liezel Huber: le due ottengono subito una finale a Birmingham, persa contro Raymond/Black (3-6 2-3 e ritiro). Le americane partecipano poi al torneo di Wimbledon: raggiungono la semifinale (la prima slam per Bethanie) da quinte teste di serie; nel penultimo atto, le due cedono alle future campionesse King/Švedova con un doppio 4-6. Nonostante gli ottimi risultati con Huber, decide poi di alternare la partnership tra Shaughnessy e Yan: con Meghann coglie i quarti a New York (persi contro Chan/Zheng) e la finale a New Haven, dove viene superata da Peschke/Srebotnik. Con Yan non va oltre una semifinale a Carlsbad. Assieme a Barbora Strycová, invece, raggiunge la quinta finale annuale a Québec City: le due vengono battute dalle svedesi Larsson/Arvidsson per [6-10] al super-tiebreak. Grazie all'ottima annata, Bethanie chiude il 2010 al n°17 del mondo, arrivando a un passo dalla top-10 con il best ranking (n°12).

### 2011: 3ª finale WTA in singolare e quarti a Madrid; 9º titolo WTA, finale a Indian Wells in doppio
Bethanie inizia l'anno nel migliore dei modi, raggiungendo la terza finale WTA della carriera a Hobart, dopo aver superato Pavljučenkova (6-2 e ritiro), Morita (6-3 6-1), Kerber (6-4 6-4) e Peng (4-6 6-1 6-1); nell'ultimo atto, come le era accaduto nelle altre due finali in Québeq, Mattek non riesce a sollevare il primo trofeo in singolare, cedendo all'ultimo ostacolo rappresentato da Jarmila Gajdošová (4-6 3-6). Grazie alla finale, rientra in top-50 (al n°48). All'Australian Open, esce di scena all'esordio contro la qualificata Rus (1-6 6-3 5-7). In Fed Cup, viene convocata per disputare i due singolari nel primo turno del World Group: Mattek cede sia contro Clijsters (n°2 del mondo, 7-6(10) 2-6 1-6) che contro Wickmayer (n°26 del pianeta, 1-6 6(6)-7). Alla fine, gli USA si arrendono per 4-1 alle belghe. In seguito, Bethanie gioca nel torno di Parigi Gaz de France: l'americana raggiunge la sua prima semifinale Premier in carriera, eliminando Carla Suárez Navarro (6-0 6-3), Stéphanie Cohen-Aloro (7-5 6-3) e Andrea Petković in tre set; nel penultimo atto, cede alla top-20 Petra Kvitová (2-6 0-6). Dopo due secondi turni a Indian Wells e Miami, a Charleston dà inizio alla stagione su terra: al primo turno, sconfigge la qualificata Stevenson (6-2 6-1) prima di soccombere contro Elena Vesnina, poi finalista (4-6 6(6)-7). Nel Premier Mandatory di Madrid, supera in rimonta la n°17 del mondo Ana Ivanović (0-6 6-4 6-4) e poi la qualificata Vania King (6-0 6-2). Agli ottavi, si impone sulla campionessa in carica del Roland Garros e n°4 del pianeta Francesca Schiavone per 7-6(5) 6-3, cogliendo così la sua prima vittoria su una top-5, nonché la più importante della sua carriera. Nei quarti, la sua corsa si ferma contro la futura campionessa dell'Open di Francia Li Na in tre set (4-6 6-3 4-6). Grazie allo strepitoso risultato, l'americana rientra nella top-40, al n°38, posizione che non ricopriva dal 2008. Dopo un secondo turno a Roma (dove comunque batte la n°15 delle classifiche mondiali Pennetta al primo turno), riconferma il terzo turno raggiunto al Roland Garros nel 2010, estromessa dalla serba Janković con un doppio 2-6. Come ultimo importante risultato, raggiunge i quarti a Copenaghen, sconfitta da Barthel.
In doppio, raggiunge assieme a Shaughnessy l'ottavo quarto di finale slam della carriera a livello slam, il secondo consecutivo agli Australian Open: come successo nel 2010, l'americana non riesce a raggiungere la semifinale, cedendo a Peschke/Srebotnik con un doppio 3-6. La coppia americana riesce a rifarsi nel Premier di Parigi Gaz de France, dove vincono il titolo senza perdere set e battendo in finale Makarova/Duševina per 6-4 6-2. Dopo i quarti a Dubai, Mattek/Shaughnessy colgono la finale più importante della loro carriera nel Premier Mandatory di Indian Wells, dopo aver sconfitto le n°3 del seeding Huber/Petrova ai quarti (6-4 6-3) e aver approfittato del walkover di Azaranka/Kirilenko in semifinale. Nell'ultimo atto, le americane cedono a Mirza/Vesnina con lo score di 0-6 5-7. Sulla terra, ottengono la seconda finale stagionale a Charleston (persa nuovamente da Mirza/Vesnina in due set) e poi i quarti a Madrid e Roma; deludono al Roland Garros, dove escono al secondo turno. Nel resto della stagione, trovano la semifinale a Eastbourne e il terzo turno agli US Open come migliori risultati. Grazie alla grande prima parte di 2011, Bethanie riesce a rimanere al n°17 del mondo a fine anno, avvicinandosi ulteriormente alla top-10 con il suo best ranking (n°11).

### 2012: primo slam nel doppio misto
Dopo un secondo turno a Hobart, esce al primo turno agli Australian Open per mano della n°8 del mondo Radwańska (7-6(10) 4-6 2-6). Si qualifica nel main-draw di Parigi Gaz de France, dove riesce anche a superare il primo turno contro la tedesca Barrois (7-6(3) 6-2) prima di cedere all'italiana Roberta Vinci (3-6 6-1 3-6). A Indian Wells viene eliminata subito da Ekaterina Makarova (2-6 3-6). Dopodiché, prova le qualificazioni a Madrid, dove difende i quarti: questa volta, l'americana cede nelle quali a Čakvetadze con un doppio 4-6; a causa di questa uscita prematura, Mattek esce dalle prime 100 del mondo, precipitando al n°148. Nel resto della stagione su terra, ottiene solo un secondo turno al Roland Garros come miglior risultato, dopo aver battuto la n°13 del mondo Lisicki al primo round (6-4 6-3). Nel frattempo, esce dalle prime 200 del mondo e sul cemento americano è costretta alle qualificazioni sia per la Rogers Cup che per il Western & Southern Open: nel primo caso cede subito a Rodionova (2-6 2-6) mentre a Cincinnati sconfigge Domínguez Lino (6-3 6-3) e Latisha Chan (1-6 7-5 6-3), guadagnandosi il main-draw, dove si arrende immediatamente a Hlaváčková in due set. A New Haven e agli US Open le viene concessa una wild-card per partecipare al tabellone principale: nel primo caso perde al primo turno dalla top-10 Errani (4-6 5-7) mentre nello slam newyorkese viene estromessa subito da Venus Williams (3-6 1-6). Gioca il miglio torneo stagionale a Linz: passa il tabellone cadetto grazie ai successi su Karolína Plíšková (6-3 7-6(4)), Sesil Karatančeva (7-5 7-6(0)) e Pervak (7-6(7) 7-5); al primo turno, si impone sulla n°27 del pianeta Tamira Paszek (6-2 6-4) e poi Carla Suárez Navarro (doppio 6-3), cogliendo il primo quarto di finale WTA in stagione. Nella circostanza, viene eliminata da Begu in tre parziali. Chiude il 2012 fuori dalla top-100, al n°173 del mondo, la posizione peggiore con cui ha concluso un'annata dal 2002.
Mattek decide di giocare fino a Indian Wells con Jarmila Wolfe: il miglior risultato raggiunto è la semifinale a Hobart (persa da Begu/Niculescu); in più, trovano il terzo turno agli Australian Open e i quarti a Indian Wells. Da Roma, Bethanie decide di fare coppia con Sania Mirza: le due vincono il primo titolo assieme a Brussels, battendo in finale Rosolska/Zheng per 6-3 6-2. Deludono però al Roland Garros, dove escono di scena all'esordio da Gallovits-Hall/Bratčikova. A Wimbledon, le due si fermano al terzo turno contro le sorelle Williams (4-6 3-6). Nella parte finale di anno, Mirza/Mattek ottengono una semifinale in Lussemburgo e un terzo turno agli US Open come migliori risultati. A causa della stagione non positiva, Bethanie chiude l'anno in discesa nel ranking, al n°35.
In doppio misto, Bethanie coglie la sua prima finale slam all'Australian Open assieme a Horia Tecău: i due conquistano il titolo, battendo Vesnina/Paes nell'ultimo atto per [10-3] nel super-tiebreak.

### 2013: 4° finale WTA in singolare e ottavi a Parigi; 2 titoli WTA in doppio
A Brisbane e agli Australian Open l'americana non passa le qualificazioni. A Pattaya e Doha riesce a superare il tabellone cadetto, ma viene fermata poi al primo turno. Dopo aver fallito il main draw di Dubai, Bethanie si presenta a Kuala Lumpur, dove entra nel tabellone principale grazie a una wild card (è n°197 del mondo a inizio torneo): Mattek esordisce battendo Donna Vekić, 6° testa di serie (6-3 4-6 6-2), centrando il primo successo WTA del 2013; al secondo turno, elimina Yingying Duan per 6-1 6-4 e ai quarti estromette la campionessa in carica Hsieh Su-Wei con lo score di 7-5 6-2. Nella settima semifinale nel circuito maggiore della carriera, l'americana sconfigge la seconda top-30 della settimana, la russa Anastasija Pavljučenkova, con il punteggio di 6-4 6-1, qualificandosi per la sua quarta finale WTA. Nella circostanza, perde dalla n°127 del mondo Karolína Plíšková per 6-1 5-7 3-6, non conquistando il primo titolo WTA nemmeno al quarto tentativo. Bethanie continua il buon momento a Charleston, dove raggiunge il terzo turno dopo aver eliminato Rodionova (6-4 6(4)-7 7-6(3)) e soprattutto la n°16 del mondo Sloane Stephens con un eloquente 6-2 6-0; agli ottavi, cede a Madison Keys in due set. Si sposta poi a Stoccarda, dove passa i tre turni di qualificazione grazie ai successi su Julia Kimmelmann (6-0 6-3), Maryna Zanevs'ka (6-2 4-6 7-5) e Friedsam (6-3 6-4). Nel main-draw, si impone sulla top-40 Wickmayer (6-2 6-1) per poi estromettere Sara Errani (6-0 4-6 6-1), la 3° top-10 battuta in carriera in singolare. Nei quarti, sconfigge Sabine Lisicki per 6-4 6-2, accedendo alla seconda semifinale stagionale, la prima su terra mai raggiunta sul circuito maggiore. Nella circostanza, l'americana si arrende alla n°5 del pianeta Na Li, col punteggio di 4-6 3-6. Al Roland Garros, dopo un comodo successo su Domínguez Lino (6-4 6-1), si prende la rivincita su Li Na, estromettendola per 5-7 6-3 6-2 e vincendo in questo modo il primo match su una top-10 in uno slam. Al terzo turno, elimina la qualificata Ormaechea per 4-6 6-1 6-3, approdando al suo primo ottavo major in carriera. Tra le ultime sedici, Bethanie perde dalla russa Kirilenko (n°12 WTA) in due parziali. Grazie agli ottimi risultati raccolti in questa prima parte di anno, Mattek risale nel ranking, assestandosi al n°58 dopo Parigi. La seconda metà della stagione è meno fruttuosa per l'americana, che raccoglie poco: solo tre secondi turni (US Open, Québeq City e Carlsbad) e tre primi turni (Wimbledon, Toronto e Cincinnati). Chiude il 2013 in top-50 per la seconda volta in carriera (dopo il 2008), al n°47 del mondo.
In doppio, Bethanie vince il primo torneo giocato, il Brisbane International, assieme a Sania Mirza, superando in finale Peschke/Grönefeld per [10-7] al super-tiebreak. Deludono però all'Australian Open, dove escono di scena al primo turno per mano di Suárez Navarro/Soler Espinosa in due parziali. Dopo una semifinale a Pattaya con Peer, torna a vincere un titolo con Mirza a Dubai, battendo Petrova/Srebotnik nell'ultimo atto. Dopo i quarti a Miami, la coppia indo-americana coglie la terza finale del 2013 a Stoccarda, dove però cedono alle padrone di casa Lisicki/Barthel. Gli ultimi buoni risultati stagionali giungono a Roma (quarti di finale) e a Parigi (terzo turno). Termina l'anno al n°36 del mondo.

### 2014: infortunio e discesa nel ranking
Dopo un primo turno a Brisbane, l'americana prende parte al Premier di Sydney: supera le qualificazioni senza cedere set, eliminando Kumkhum (7-5 6-4), Watson (6-2 6-3) e Görges (3-2 e ritiro). Al primo turno, estromette Eugenie Bouchard per 6-4 6-3 mentre al secondo turno si impone sulla n°5 del mondo Agnieszka Radwańska con lo score di 7-5 6-2; Mattek batte due delle future semifinaliste dello slam che si svolgerà in poche settimane, l'Australian Open. L'avventura di Bethanie in quel di Sydney termina ai quarti, sconfitta da Madison Keys (2-3 e ritiro). Nel primo major dell'anno, Mattek cede a Marija Šarapova al primo turno. A Pattaya perde all'esordio da Karolína Plíšková (2-6 4-6). A Doha, elimina nuovamente Bouchard (7-5 6-1) per poi venir estromessa da Monica Niculescu in tre set. A Dubai viene sconfitta nelle qualificazioni mentre a Indian Wells si arrende al primo turno a Caroline Garcia per 3-6 5-7. Anche a Miami non va oltre al primo turno, battuta da Elina Svitolina per 3-6 al terzo parziale. L'americana, a inizio maggio, è costretta a fermarsi per ricorrere a un'operazione all'anca, dopo che anche nel 2013 si era fermata per un infortunio al legamento collaterale mediale rimediato in Québeq. Ritorna in campo a settembre: non passa le quali a Wuhan mentre a Pechino supera il tabellone cadetto eliminando Wolfe (4-6 6-3 6-1) e Vögele (6-4 6-4); al primo turno, perde da Mona Barthel in tre set. Chiude l'anno con un primo turno a Tokyo e non passando le qualificazioni a Mosca. Termina la stagione al n°175 del ranking.
In doppio, gioca solo due tornei: a Pechino coglie i quarti con Petković mentre a Wuhan, con Zheng, perde subito all'esordio. A causa degli scarsi risultati, Bethanie scende nel ranking, chiudendo al n°268 del mondo.

### 2015: vittoria all'Australian Open e al Roland Garros in doppio e top-5; secondo slam nel doppio misto
A Brisbane l'americana non va oltre il primo turno, battuta da Kudrjavceva in due parziali. Prende poi parte agli Australian Open, dove raggiunge il suo miglior risultato in carriera eliminando Duan in tre set e Mladenovic in due tiebreak. Al terzo turno, si arrende alla n°3 del mondo Simona Halep con lo score di 4-6 5-7. Dopo una breve parentesi sulla terra di Rio (dove fa secondo turno), si sposta sul cemento messicano: ad Acapulco viene sconfitta da Garcia al secondo round (2-6 3-6) mentre a Monterrey passa le quali estromettendo Zacarias, Ormaechea e Falconi, tutte in tre parziali. Al primo turno, cede a Francesca Schiavone, n°70 del mondo. In seguito, incassa 5 k.o. al primo turno tra Indian Wells e Roland Garros, con una sconfitta anche nel primo turno delle qualificazioni di Norimberga. Partecipa, a fine giugno, alle qualificazioni del torneo di Wimbledon: le supera senza cedere set, battendo Pous Tiò (6-4 6-3), Foretz (6-4 7-5) e Peer (6-1 6-4). Al primo turno, elimina Van Uytvanck per 6-3 6-2, cogliendo in tal modo la prima vittoria stagionale su una top-50; al secondo turno, l'americana sorprende la n°7 del pianeta Ana Ivanović con lo score di 6-3 6-4, centrando la sesta vittoria in carriera su una top-10. Al terzo turno, viene fermata dalla giovane Belinda Bencic, che la estromette con un doppio 5-7. Successivamente, si sposta sulla terra di Florianopolis, dove, battendo Minella (5-7 6-3 6-4), Bogdan (6-2 6-3) e Martincovà per 6-1 al terzo set, raggiunge la prima semifinale WTA della stagione. Nella circostanza, l'americana si arrende ad Annika Beck, n°68 del mondo. Sul cemento americano, Bethanie trova il suo miglior risultato in singolare allo US Open, raggiungendo il terzo turno eliminando Baindl (6-4 6-3) e poi Coco Vandeweghe per 6-2 6-1. Ai sedicesimi, cede il passo alla n°1 del pianeta Serena Williams con il punteggio di 6-3 5-7 0-6. Infine, coglie a Pechino l'ultimo positivo risultato di stagione: supera i due turni di qualificazione e, al primo turno, si impone con un duplice 6-3 su Cornet; al secondo turno, estromette in rimonta Lara Arruabarrena per 0-6 6-2 6-0. Agli ottavi, batte la finalista in carica degli US Open Roberta Vinci per 6-1 3-6 6-2, centrando il secondo quarto di finale stagionale. Nella circostanza, viene sconfitta da Muguruza in due parziali. Termina la stagione al n°61 del mondo.
In doppio, gioca e vince con Sania Mirza l'Apia International di Sydney, sconfiggendo in finale Atawo/Spears (6-3 6-3); per Bethanie è un ritorno al titolo WTA che mancava da quasi due anni. Agli Australian Open, decide di fare coppia con la ceca Lucie Šafářová: le due estromettono Maria/Olaru (6-3 6-2), le n°10 del seeding Babos/Mladenovic (4-6 7-6(2) 6-4) e le teste di serie n°7 Garcia/Srebotnik (3-6 6-2 6-2), accedendo ai quarti, dove si impongono sulle campionesse degli ultimi US Open Makarova/Vesnina per 7-6(3) 4-6 6-2. Nella loro prima semifinale assieme, approfittano del ritiro delle tedesche Görges/Grönefeld dopo aver vinto il primo set, approdando così in finale. Nell'ultimo atto, Šafářová e Mattek-Sands battono Zheng/Chan per 6-4 7-6(5), cogliendo il primo sigillo slam della carriera per entrambe. Successivamente, le due si spostano sulla terra, dove conquistano il titolo di Stoccarda (sconfiggendo in finale Garcia/Srebotnik per 6-4 6-3) e poi la semifinale a Madrid, persa contro Dellacqua/Švedova al super-tiebreak. Dopo i quarti a Roma, Šafářová e Mattek-Sands si presentano al Roland Garros da 7° teste di serie: dopo il successo sulle francesi Ramialison/Sibille (6-1 7-6(1)), vincono agevolmente su Lepchenko/Zheng (6-3 6-2) e su Bencic/Siniaková (6-4 6-3), approdando ai quarti di finale. Nella circostanza, la coppia ceco-americana sconfigge la coppia n°1 del seeding Mirza/Hingis con lo score di 7-5 6-2, accedendo in semifinale, dove battono Hradecká/Hlaváčková perdendo il primo set del loro torneo (6-2 5-7 6-4). Šafářová e Mattek-Sands centrano così la loro seconda finale slam consecutiva, dove riaffrontano Dellacqua/Švedova, che le avevano sconfitte qualche settimana prima a Madrid: questa volta, Bethanie e Lucie vendicano quella battuta d'arresto, superando le avversarie per 3-6 6-4 6-2 e conquistando il secondo titolo major dell'anno. Šafářová e Mattek-Sands sono la 7° coppia a fare la "doppietta" Australian Open-Roland Garros nella storia dell'era Open del doppio femminile. Successivamente, a Wimbledon, le due non vanno oltre i quarti di finale, estromesse da Atawo/Spears in due set. Sul cemento, ottengono i quarti a Pechino e poi il quinto titolo stagionale alla Rogers Cup, superando in finale Garcia/Srebotnik per 6-1 6-2. A fine anno, Šafářová e Mattek-Sands si qualificano alle WTA Finals, dove sono inserite nel gruppo Bianco: le due battono Muguruza/Suárez Navarro ma poi cedono a Chan/Chan e si ritirano nel corso del match contro Garcia/Srebotnik, chiudendo all'ultimo posto del girone. Grazie alla strepitosa stagione, Bethanie chiude al n°3 del mondo, suo best-ranking.
Nel doppio misto, Bethanie vince il suo secondo slam nella specialità all'Open di Francia: con Mike Bryan, sconfigge in finale Hradecká/Matkowski per 7-6(5) 6-1. Allo US Open, arriva in finale assieme a Sam Querrey: i due cedono a Paes/Hingis per [5-10] al super-tiebreak.

### 2016:  titolo allo US Open in doppio e oro olimpico nel misto
Bethanie inizia l'anno con tre sconfitte consecutive all'esordio ad Auckland, Hobart e Australian Open. A Dubai, nel tabellone di qualificazione, elimina Konjuh (6-2 6-3) e Ostapenko (6-3 6-3) prima di cedere, nel turno decisivo, a Jana Čepelová in tre set. Prosegue il suo periodo no nei tabelloni WTA con altre tre battute d'arresto al primo turno tra Miami, Doha e Indian Wells. Sulla terra di Charleston, Mattek-Sands trova il primo successo annuale in un main draw del circuito maggiore superando la brasiliana Pereira per 5-7 6-3 6-2. Al secondo turno, si arrende a Irina-Camelia Begu (4-6 6-4 2-6). A Madrid e Roma non passa le qualificazioni mentre al Roland Garros esce di scena subito contro Begu (7-5 1-6 3-6). Sull'erba, prende parte solo al torneo di Wimbledon, dove rimedia una sconfitta all'esordio contro la compagna di doppio Lucie Šafářová al termine di un match combattuto (7-6(7) 6(3)-7 7-5). L'unico risultato di rilievo di Mattek nella stagione arriva nel suo ultimo torneo disputato a Hong Kong, dove ottiene il suo unico quarto di finale WTA grazie ai successi su Eraydin (6-1 6-2) e su Garcia (4-6 6-2 6-4); tra le ultime otto, cede a Kiki Mladenovic al tie-break del terzo set.
In doppio, non gioca con la compagna del 2015 Šafářová la prima parte di anno: con Lisicki gioca l'Australian Open, dove non difende il titolo, perdendo al secondo turno contro Rodionova/Rodionova. Dopo alcuni scarsi risultati con Švedova, Mattek-Sands vince il suo 18º titolo WTA ad Indian Wells assieme alla connazionale Coco Vandeweghe, battendo in finale Görges/Plíšková. A partire da Miami, torna in coppia con Šafářová: al primo torneo assieme, le due trionfano nel Premier Mandatory, sconfiggendo Babos/Švedova nell'ultimo atto. Bethanie è la 7° atleta in grado di realizzare il "Sunshine Double" nel doppio femminile, dopo Helena Suková e Jana Novotná (1990), Martina Hingis (1999 e 2015) Lisa Raymond (2002, 2006 e 2007), Rennae Stubbs (2002) e Sania Mirza (2015). Sulla terra, conquistano la finale a Charleston, dove cedono a Garcia/Mladenovic. Al Roland Garros, dove erano chiamate a difendere il titolo colto un anno prima, perdono sorprendentemente al primo turno contro Bertens/Larsson (4-6 3-6). Non va meglio a Wimbledon, dove vengono sconfitte al primo round da Kasatkina/Saville in tre set. Prende parte al torneo olimpico di Rio, dove gareggia sia nel doppio femminile che nel misto: assieme a Coco Vandeweghe, viene battuta al secondo turno dalle svizzere Hingis/Bacsinszky per 4-6 4-6. Con Jack Sock, Bethanie riesce a conquistare la medaglia d'oro (la prima in assoluto alle Olimpiadi), vincendo la finale sui connazionali Venus Williams e Rajeev Ram al super-tiebreak. Dopodiché, torna con Šafářová per disputare gli US Open: nel 2016, Mattek-Sands non ha ancora vinto un match in un main-draw slam. Le due arrivano agevolmente agli ottavi eliminando Aoyama/Ninomiya (6-4 6-2) e Arruabarrena/Savčuk (6-4 6-1). Agli ottavi, si impongono su Görges/Plíšková in rimonta (2-6 7-5 6-3) mentre ai quarti lasciano tre giochi a Townsend/Muhammad (6-1 6-2). Nella loro prima semifinale a New York, superano le finaliste del Roland Garros Makarova/Vesnina per 6-2 7-6(4), approdando alla loro terza finale major, la seconda sul cemento. Nell'ultimo atto, Bethanie e Lucie conquistano il loro terzo slam, sconfiggendo Garcia/Mladenovic in tre parziali (2-6 7-6(5) 6-4). Grazie al risultato, Mattek-Sands e Šafářová rientrano in top-10. Successivamente, le due allungano la striscia di vittorie consecutive a quota 17, trionfando a Wuhan e Pechino, battendo in finale, rispettivamente, Mirza/Strycová (6-1 6-4) e Garcia/Mladenovic (6-4 6-4). Visto l'ottimo finale di stagione e i 5 titoli conquistati, Bethanie e Lucie si qualificano per le WTA Finals per il secondo anno di fila: eliminando Babos/Švedova (5-7 7-6(6) [10-2], annullando 3 match points) e Garcia/Mladenovic (6-3 7-5), approdano alla settima finale annuale. Nella circostanza, Mattek-Sands/Šafářová cedono a Makarova/Vesnina in due set. Bethanie chiude l'anno al n°5 del mondo, per il secondo anno consecutivo in top-5.

### 2017: Successo all'Australian Open e al Roland Garros, n°1 del mondo in doppio e grave infortunio al tendine rotuleo
Ben fuori dalla top-150, Bethanie è costretta alle qualificazioni per entrare nei main-draw WTA: l'americana riesce ad accedere al tabellone principale di Brisbane (dove perde al primo turno dalla giovane Aiava) ma non a quello dell'Australian Open. Ad Acapulco riesce a passare le quali, battendo Olmos (3-6 6-3 6-3) e Duque-Mariño (6-0 6-1); al primo turno, viene eliminata da Heather Watson in due set. Ottiene poi due wild-card per partecipare ad Indian Wells e Miami: nel torneo californiano esce subito per mano di Kristýna Plíšková (0-6 3-6). Va meglio in Florida, dove vince il suo primo match stagionale in un main draw WTA contro Kateřina Siniaková (6-3 4-6 6-4); al secondo turno, sconfigge a sorpresa la n°10 del mondo Elina Svitolina per 7-5 6-4, centrando il settimo successo in carriera su una top-10. Al terzo turno, si sbarazza di Anastasija Pavljučenkova in tre set (4-6 6-0 6-3). Nel suo primo ottavo di finale a Miami, Mattek-Sands si arrende a Lučić-Baroni. La terra non è foriera di risultati positivi per l'americana, che raccoglie solo un secondo turno a Charleston (sconfitta dalla compagna di doppio Šafářová) e non trova i main-draw di Roma e Madrid. Si presenta al Roland Garros, dove è costretta a disputare le qualificazioni: le passa battendo Paolini, Kužmova e Dijas nel turno decisivo; nel tabellone principale, elimina la n°80 del mondo Rodina (7-5 6-2), tornando al successo in un main-draw slam per la prima volta dallo US Open 2015. Al secondo turno, estromette la rientrante Petra Kvitová con lo score di 7-6(5) 7-6(5), approdando al terzo turno del major francese per la terza volta. Nella circostanza, Mattek-Sands viene superata da Samantha Stosur con un duplice 2-6. Sull'erba, gioca a Wimbledon, dove le viene concessa una wild-card per il tabellone principale: al primo turno, rimonta un set di svantaggio a Magda Linette (1-6 6-2 6-3). Al secondo turno, affronta la romena Cîrstea: sulla situazione di un set pari, nel primo game del terzo parziale, l'americana si infortuna gravemente in una discesa a rete ed è costretta al ritiro. In una diretta Facebook, Mattek-Sands annuncia la natura del suo infortunio, ovvero la rottura del tendine rotuleo, che pone fine alla sua stagione in maniera anticipata.
In doppio, vince il titolo di Brisbane con Sania Mirza, battendo Makarova/Vesnina in finale. Per l'Australian Open, Bethanie si ricongiunge con Lucie Šafářová: le due giungono in semifinale senza cedere alcun set, sconfiggendo Chuang/Gibbs, Errani/Flipkens, Babos/Pavljučenkova e Atawo/Xu. Nel penultimo atto, superano le giapponesi Hozumi/Katō per 6-2 4-6 6-4, conquistando la loro 4ª finale slam assieme. Nella circostanza, si impongono in rimonta su Peng/Hlaváčková per 6(4)-7 6-3 6-3, portando a casa il quarto slam della carriera, il secondo nel major australiano. Grazie all'ottimo inizio di stagione, Mattek-Sands si issa alla prima posizione del ranking mondiale. La prima sconfitta stagionale di Bethanie e Lucie arriva nella semifinale di Indian Wells, dove cedono a Hingis/Chan in due set. Sulla terra, le due trionfano a Stoccarda, vincendo in finale su Hradecká/Siniaková per 10-7 al super-tiebreak. Dopo due uscite premature a Madrid e Roma, Mattek-Sands e Šafářová si presentano a Parigi come prime teste di serie. Con un percorso netto, ad eccezione del successo al secondo turno contro Krunić/Tomljanović (6(3)-7 6-4 6-4), le due giungono in finale, battendo: Cornet/Mertens (6-1 6-2), Kuznecova/Mladenovic (6-4 6-2), Flipkens/Schiavone (6-2 6-4) e Chan/Hingis (6-4 6-2). Nella loro 5ª finale major (la seconda al Roland Garros), Bethanie e Lucie riescono a cogliere il 5º titolo slam della carriera, superando agevolmente Dellacqua/Barty per 6-2 6-1. Successivamente, a Wimbledon sono costrette al ritiro prima del match di secondo turno a causa del brutto infortunio rimediato da Bethanie in singolare. Grazie alla spettacolare stagione, Mattek-Sands riesce a conquistare la vetta della classifica, posizione che mantiene per 27 settimane. Termina l'anno al n°8 del mondo.

### 2018: 3° slam nel doppio misto
Bethanie, dopo la lunga riabilitazione, torna in campo a Miami grazie a una wild-card: l'americana cede subito ad Alizé Cornet (2-6 5-7). Anche sulla terra di Charleston riceve una wild-card e, come in Florida, si arrende al primo turno, contro Aleksandra Krunić (2-6 2-6). Dopo un primo turno a Rabat, partecipa alle qualificazioni di Madrid (come Alternate) e coglie la prima vittoria del suo rientro su Caroline Dolehide (4-6 7-6(1) 6-1) per poi cedere a Schmiedlová nel round successivo. Dopo non aver passato le quali a Roma, ha una wild-card per giocare il Roland Garros: batte Johanna Larsson per 6-4 6-3, approdando al secondo turno, dove si arrende ad Andrea Petković in due set. Salta la stagione su erba per poi tornare a giocare sul cemento americano: al City Open, grazie a una wild-card, si guadagna la sfida con la n°3 del mondo Sloane Stephens. Bethanie cede per 5-7 4-6. Dopodiché, non passa le quali a Montréal e agli US Open mentre a Cincinnati viene battuta al primo turno del main-draw da Madison Keys (6-3 6(3)-7 4-6). Chiude l'anno a Seoul, dove perde al primo turno da Agnieszka Radwańska. Termina l'anno al n°370 del mondo.
In doppio, Mattek-Sands ottiene come miglior risultato stagionale il quarto di finale a Wimbledon assieme alla storica compagna Lucie Šafářová. Termina l'anno al n°65 del mondo.
Nel misto, Bethanie si aggiudica il titolo dello US Open assieme a Jamie Murray, sconfiggendo in finale Rosolska/Mektić (2-6 6-3 [11-9]).

### 2019: titolo a Pechino in doppio e 2° US Open nel misto
Bethanie inizia l'anno con due sconfitte consecutive subite da Mónica Puig ad Auckland (main draw) e Sydney (qualificazioni). All'Australian Open, esce di scena all'esordio contro la wild-card locale Zoe Hives (1-6 2-6). Torna poi a giocare in estate, grazie a una wild-card concessale a San José: al primo turno, batte la connazionale e top-50 Venus Williams in tre set, tornando a un successo WTA che sul cemento mancava da Miami 2017. Al secondo turno, cede a Carla Suaréz Navarro (6-3 1-6 2-6). A Cincinnati non passa il tabellone cadetto mentre agli US Open, dove riceve un invito dagli organizzatori per disputare le quali. Tuttavia, viene subito sconfitta da Ana Bogdan, con un doppio 5-7. Dopo non essersi qualificata per il tabellone principale di Wuhan e Mosca, chiude la stagione al WTA 125 di Houston, dove centra il terzo turno battendo le connazionali Lao (6-3 6-4) e Kiick (6-0 6-0); agli ottavi, cede a Irina Falconi. Chiude l'annata al n°398 del mondo.
In doppio, centra la sua 39ª finale in carriera a Eastbourne assieme a Kirsten Flipkens. Nell'ultimo atto le due cedono a Chan/Chan per [6-10] al super-tiebreak. Con Collins conferma il quarto di Wimbledon colto nel 2017 mentre a Cincinnati, con Vandeweghe, raggiunge la semifinale, persa da Grönefeld/Schuurs in due tie-break. Assieme a Sofia Kenin, Mattek-Sands conquista il suo 27º titolo WTA in carriera in quel di Pechino, battendo Ostapenko/Jastrems'ka nell'ultimo atto per 6-3 6(5)-7 [10-7]. Con Flipkens, l'americana approda alla terza finale dell'anno a Mosca: come successo a Eastbourne, le due non riescono ad alzare il primo trofeo assieme, cedendo a Shibahara/Aoyama in due set. Chiude l'anno rientrando in top-30, al n°24 del mondo.
Nel misto, Mattek-Sands conferma il titolo conquistato un anno primo allo US Open, nuovamente assieme a Jamie Murray, sconfiggendo in finale Chan/Venus per 6-2 6-3. Per l'americana è il quarto trofeo slam nella specialità.

### 2020: 7ª finale slam nel misto
L'americana tenta le qualificazione al WTA di Dubai: dopo aver battuto Ajla Tomljanović (al tie-break del terzo) e Kirsten Flipkens (6-1 6-1), si arrende nel turno decisivo a Veronika Kudermetova in due set. Dopo la lunga pausa del tennis dovuta alla pandemia di COVID-19, Mattek-Sands torna in campo a Lexington, dove passa le quali eliminando le connazionali Varvara Lepchenko (6-4 7-6(5)) e Robin Anderson (6-3 4-6 7-5); nel suo primo main-draw WTA dal 2019, Bethanie cede a Havarcova nel primo turno. A Ostrava non entra nel tabellone principale mentre nell'ITF di Charleston si ferma subito contro la polacca Fręch (6-4 5-7 3-6). Termina l'anno al n°337 del mondo.
In doppio, decide di giocare i primi tre tornei annuali con Sofia Kenin, con la quale aveva trionfato a Pechino nel 2019: ad Adelaide colgono la semifinale (persa contro Melichar/Xu) mentre all'Australian Open si fermano al terzo turno contro Siniaková/Krejčíková (5-7 6-3 5-7), che poi giungeranno in finale. A Dubai raggiungono i quarti, dove cedono a Hsieh/Strycová in due set. Dopodiché, cambia varie partner nel corso dell'anno, ottenendo come miglior risultato il quarto di finale al Roland Garros (assieme a Kenin), perso, come successo in Australia, contro Siniaková/Krejčíková. Termina la stagione al n°20 del mondo.
Nel doppio misto, assieme a Jamie Murray, coglie la sua prima finale all'Australian Open: i due cedono a Krejčíková/Mektić al super-tiebreak.

### 2021: 5ª finale slam in doppio
Bethanie comincia l'anno al Grampians Trophy, dove torna a vincere un match di un main-draw WTA (dopo quasi 2 anni) battendo Barbora Strycová per 7-6(3) 6-2. Al secondo turno, si arrende alla futura finalista Anett Kontaveit (5-7 5-7). Prova poi le qualificazioni a Doha: elimina Tig (6-3 6-2) e Švedova (6-2 7-5) per poi cedere ad Anna Blinkova nel turno decisivo. Successivamente, non passa le quali a Dubai, Miami e Stoccarda. Torna a giocare a Cleveland, dove le viene concessa una wild-card: all'esordio, estromette la lucky-loser Ena Shibahara (6-4 3-6 6-1) mentre, nel round dopo, viene battuta da Shuai Zhang in due set. Chiude l'anno tentando le qualificazioni a Chicago, dove si ferma nel secondo turno contro Fręch (2-6 2-6). Termina l'anno al n°367 del mondo.
In doppio, ottiene il primo buon risultato di stagione a Dubai, raggiungendo la semifinale di Dubai con la connazionale Pegula, battendo le campionesse dell'Australian Open Mertens/Sabalenka al secondo turno e le n°7 del seeding Carter/Stefani. Nel penultimo atto, le americane cedono a Jurak/Guarachi (4-6 3-6). A Miami partecipa assieme a Iga Świątek: le due colgono la semifinale, dove si arrendono alle future campionesse Aoyama/Shibahara al super-tiebreak. Con Krawczyk, Bethanie ottiene la prima finale del 2021 in quel di Stoccarda; nell'ultimo atto, le americane vengono sconfitte da Barty/Brady per 4-6 7-5 [5-10]. Al Roland Garros, torna a giocare con Świątek: arrivano agli ottavi senza cedere set, eliminando Droguet/Janicijevic (6-0 6-1), Friedsam/Wang (7-5 6-3). Tra le ultime 16 coppie, affrontano le n°1 del seeding Hsieh/Mertens: dopo aver perso il primo set (7-5), conquistano il secondo (6-4), rimandando il verdetto finale al terzo parziale. La coppia prima testa di serie sale in vantaggio per 5-1: da qui, Mattek-Sands e Świątek operano una rimonta clamorosa, vincendo 6 giochi consecutivi e annullando ben 7 match-points, chiudendo l'incontro con lo score di 5-7 6-4 7-5. Ai quarti, superano agevolmente Jurak/Klepač (6-3 6-2) mentre in semifinale si impongono su Begu/Podoroska (6-3 6-4). Mattek-Sands torna in una finale slam a 4 anni esatti dall'ultima disputata (Roland Garros 2017). Nella circostanza, Bethanie e Iga perdono dalle ceche Krejčíková/Siniaková in due set (4-6 2-6). Per l'americana è la prima sconfitta in una finale major in doppio. A Wimbledon partecipa assieme a Sania Mirza: le due vengono estromesse da Kudermetova/Vesnina al secondo turno. In luglio prende parte alle Olimpiadi di Tokyo, dove partecipa con Jessica Pegula: le due superano le polacche Linette/Rosolska (6-1 6-3) e le francesi Cornet/Ferro (6-1 6-4), giungendo ai quarti. Nella circostanza, cedono alle brasiliane Stefani/Pigossi (6-1 3-6 [6-10]).Sul cemento USA, Bethanie coglie i quarti a Cincinnati, la semifinale a Cleveland e solo il terzo turno agli US Open. Termina l'anno al n°15 del mondo.

### 2023: 28º titolo WTA in doppio
In singolare, ottiene una wild-card per il WTA di Hua Hin: al primo turno, cede il passo alla giovane Linda Fruhvirtová (3-6 1-6). Tenta le qualificazioni a Doha, perdendo subito da Sasnovič (2-6 4-6). Non va meglio a Seul, dove esce contro Zaytseva al primo turno di qualificazione.
In doppio, assieme a Leylah Fernandez, centra la finale ad Auckland, la prima dal Roland Garros 2021. Nella circostanza, le due si arrendono a Katō/Sutjiadi al super-tiebreak. All'Australian Open, le due si fermano al primo turno contro Haddad Maia/Zhang. Insieme a Bouzková, coglie a Roma la seconda semifinale stagionale, la prima di livello '1000' da Miami 2021; nel match valevole per l'atto finale, le due cedono il passo a Mertens/Hunter (5-7 4-6). Al Roland Garros, con Sara Errani, esce al primo turno contro le future finaliste Townsend/Fernandez. In ottobre, in coppia con Bouzková, vince il primo titolo WTA in doppio dal 2019 nel torneo di Seul, battendo in finale le thailandesi Kumkhum/Plipuech per 6-2 6-1. Termina la stagione al n°51 del mondo.

### 2024: 2 titoli WTA in doppio
In singolare, tenta le qualificazioni per il torneo di Auckland, arrendendosi al primo turno contro Hrunčáková.
In doppio, raggiunge assieme a Marie Bouzková la finale del '250' di Auckland, dove vengono sconfitte da Danilina/Hrunčáková. Ad Abu Dhabi, decide di formare una coppia tutta a stelle e strisce assieme a Sofia Kenin: le due si impongono nel WTA '500' di Abu Dhabi, battendo Nosková/Watson con lo score di 6-4, 7-6(4). Per Mattek-Sands è il primo titolo di questo livello da Charleston 2017. Dopo tre sconfitte al primo turno consecutive tra Doha (con Wang), Dubai (con Aleksandrova) e Indian Wells, Mattek/Kenin partecipano al torneo di Miami: la coppia americana riesce a conquistare il titolo, superando le campionesse in carica dello US Open Routliffe/Dabrowski per 4-6 7-6(5) [11-9]. Sulla terra, non arrivano risultati di particolari rilievo: ottiene al massimo una semifinale a Stoccarda mentre al Roland Garros, con Kenin, si fermano al secondo turno contro Niculescu/Bucşa.

## Statistiche WTA

### Singolare

#### Sconfitte (4)
| Legenda              | Legenda               | Legenda      |
| -------------------- | --------------------- | ------------ |
| Grande Slam (0)      |                       |              |
| Argenti Olimpici (0) |                       |              |
| WTA Finals (0)       |                       |              |
| WTA Elite Trophy (0) |                       |              |
| Prima del 2009       | Dal 2009 al 2020      | Dal 2021     |
| Tier I (0)           | Premier Mandatory (0) | WTA 1000 (0) |
| Tier II (0)          | Premier 5 (0)         | WTA 1000 (0) |
| Tier III (1)         | Premier (0)           | WTA 500 (0)  |
| Tier IV (0)          | International (3)     | WTA 250 (0)  |
| Tier V (0)           | International (3)     | WTA 250 (0)  |

| N. | Data              | Torneo                                | Superficie    | Avversaria in finale | Punteggio        |
| 1. | 2 novembre 2008   | Bell Challenge, Québec City           | Sintetico (i) | Nadia Petrova        | 6-4, 4-6, 1-6    |
| 2. | 19 settembre 2010 | Bell Challenge, Québec City (2)       | Sintetico (i) | Tamira Paszek        | 6(6)-7, 6-2, 5-7 |
| 3. | 15 gennaio 2011   | Moorilla Hobart International, Hobart | Cemento       | Jarmila Gajdošová    | 4-6, 3-6         |
| 4. | 3 marzo 2013      | Malaysia Classic, Kuala Lumpur        | Cemento       | Karolína Plíšková    | 6-1, 5-7, 3-6    |

### Doppio

#### Vittorie (30)
| Legenda              | Legenda               | Legenda      |
| -------------------- | --------------------- | ------------ |
| Grande Slam (5)      |                       |              |
| Ori Olimpici (0)     |                       |              |
| WTA Finals (0)       |                       |              |
| WTA Elite Trophy (0) |                       |              |
| Prima del 2009       | Dal 2009 al 2020      | Dal 2021     |
| Tier I (0)           | Premier Mandatory (4) | WTA 1000 (1) |
| Tier II (1)          | Premier 5 (2)         | WTA 1000 (1) |
| Tier III (2)         | Premier (11)          | WTA 500 (1)  |
| Tier IV (0)          | International (1)     | WTA 250 (1)  |
| Tier V (1)           | International (1)     | WTA 250 (1)  |

| N.  | Data              | Torneo                                         | Superficie      | Compagna            | Avversarie in finale                 | Punteggio           |
| 1.  | 15 agosto 2004    | Vancouver Open, Vancouver                      | Cemento         | Abigail Spears      | Els Callens Anna-Lena Grönefeld      | 6-3, 6-3            |
| 2.  | 22 luglio 2007    | Western & Southern Open, Cincinnati            | Cemento         | Sania Mirza         | Alina Židkova Tat'jana Puček         | 7-6(4), 7-5         |
| 3.  | 23 febbraio 2008  | Copa Colsanitas, Bogotà                        | Terra rossa     | Iveta Benešová      | Jelena Kostanić Tošić Martina Müller | 6-3, 6-3            |
| 4.  | 13 aprile 2008    | Bausch & Lomb Championships, Amelia Island     | Terra verde     | Vladimíra Uhlířová  | Viktoryja Azaranka Elena Vesnina     | 6-3, 6-1            |
| 5.  | 19 aprile 2009    | Family Circle Cup, Charleston                  | Terra verde     | Nadia Petrova       | Līga Dekmeijere Patty Schnyder       | 6(5)-7, 6-2, [11-9] |
| 6.  | 3 maggio 2009     | Porsche Tennis Grand Prix, Stoccarda           | Terra rossa (i) | Nadia Petrova       | Gisela Dulko Flavia Pennetta         | 5-7, 6-3, [10-7]    |
| 7.  | 23 maggio 2009    | Warsaw Open, Varsavia                          | Terra rossa     | Raquel Kops-Jones   | Yan Zi Zheng Jie                     | 6-1, 6-1            |
| 8.  | 12 aprile 2010    | MPS Group Championships, Ponte Vedra Beach (2) | Terra verde     | Yan Zi              | Chuang Chia-jung Peng Shuai          | 4-6, 6-4, [10-8]    |
| 9.  | 13 febbraio 2011  | Open GDF Suez, Parigi                          | Cemento (i)     | Meghann Shaughnessy | Vera Duševina Ekaterina Makarova     | 6-4, 6-2            |
| 10. | 26 maggio 2012    | Brussels Open, Bruxelles                       | Terra rossa     | Sania Mirza         | Alicja Rosolska Zheng Jie            | 6-3, 6-2            |
| 11. | 5 gennaio 2013    | Brisbane International, Brisbane               | Cemento         | Sania Mirza         | Anna-Lena Grönefeld Květa Peschke    | 4-6, 6-4, [10-7]    |
| 12. | 24 febbraio 2013  | Dubai Tennis Championships, Dubai              | Cemento         | Sania Mirza         | Nadia Petrova Katarina Srebotnik     | 6-4, 2-6, [10-7]    |
| 13. | 16 gennaio 2015   | Apia International Sydney, Sydney              | Cemento         | Sania Mirza         | Raquel Kops-Jones Abigail Spears     | 6-3, 6-3            |
| 14. | 30 gennaio 2015   | Australian Open, Melbourne                     | Cemento         | Lucie Šafářová      | Chan Yung-jan Zheng Jie              | 6-4, 7-6(5)         |
| 15. | 26 aprile 2015    | Porsche Tennis Grand Prix, Stoccarda (2)       | Terra rossa (i) | Lucie Šafářová      | Caroline Garcia Katarina Srebotnik   | 6-4, 6-3            |
| 16. | 7 giugno 2015     | Open di Francia, Parigi                        | Terra rossa     | Lucie Šafářová      | Casey Dellacqua Jaroslava Švedova    | 3-6, 6-4, 6-2       |
| 17. | 16 agosto 2015    | Rogers Cup, Toronto                            | Cemento         | Lucie Šafářová      | Caroline Garcia Katarina Srebotnik   | 6-1, 6-2            |
| 18. | 19 marzo 2016     | BNP Paribas Open, Indian Wells                 | Cemento         | Coco Vandeweghe     | Julia Görges Karolína Plíšková       | 4-6, 6-4, [10-6]    |
| 19. | 3 aprile 2016     | Miami Open, Miami                              | Cemento         | Lucie Šafářová      | Tímea Babos Jaroslava Švedova        | 6-3, 6-4            |
| 20. | 11 settembre 2016 | US Open, New York                              | Cemento         | Lucie Šafářová      | Caroline Garcia Kristina Mladenovic  | 2-6, 7-6(5), 6-4    |
| 21. | 1º ottobre 2016   | Dongfeng Motor Wuhan Open, Wuhan               | Cemento         | Lucie Šafářová      | Sania Mirza Barbora Strýcová         | 6-1, 6-4            |
| 22. | 9 ottobre 2016    | China Open, Pechino                            | Cemento         | Lucie Šafářová      | Caroline Garcia Kristina Mladenovic  | 6-4, 6-4            |
| 23. | 7 gennaio 2017    | Brisbane International, Brisbane (2)           | Cemento         | Sania Mirza         | Ekaterina Makarova Elena Vesnina     | 6-2, 6-3            |
| 24. | 27 gennaio 2017   | Australian Open, Melbourne (2)                 | Cemento         | Lucie Šafářová      | Andrea Hlaváčková Peng Shuai         | 6(4)–7, 6–3, 6–3    |
| 25. | 9 aprile 2017     | Volvo Car Open, Charleston (2)                 | Terra verde     | Lucie Šafářová      | Andrea Hlaváčková Kateřina Siniaková | 6-1, 4-6, [10-7]    |
| 26. | 11 giugno 2017    | Open di Francia, Parigi (2)                    | Terra rossa     | Lucie Šafářová      | Ashleigh Barty Casey Dellacqua       | 6-2, 6-1            |
| 27. | 6 ottobre 2019    | China Open, Pechino (2)                        | Cemento         | Sofia Kenin         | Jeļena Ostapenko Dajana Jastrems'ka  | 6-3, 6(5)-7, [10-7] |
| 28. | 15 ottobre 2023   | Hana Bank Korea Open, Seul                     | Cemento         | Marie Bouzková      | Luksika Kumkhum Peangtarn Plipuech   | 6-2, 6-1            |
| 29. | 11 febbraio 2024  | Mubadala Abu Dhabi Open, Abu Dhabi             | Cemento         | Sofia Kenin         | Linda Nosková Heather Watson         | 6-4, 7-6(4)         |
| 30. | 31 marzo 2024     | Miami Open, Miami Gardens (2)                  | Cemento         | Sofia Kenin         | Gabriela Dabrowski Erin Routliffe    | 4-6, 7-6(5), [11-9] |

#### Sconfitte (19)
| Legenda              | Legenda               | Legenda      |
| -------------------- | --------------------- | ------------ |
| Grande Slam (1)      |                       |              |
| Argenti Olimpici (0) |                       |              |
| WTA Finals (1)       |                       |              |
| WTA Elite Trophy (0) |                       |              |
| Prima del 2009       | Dal 2009 al 2020      | Dal 2021     |
| Tier I (0)           | Premier Mandatory (1) | WTA 1000 (0) |
| Tier II (1)          | Premier 5 (0)         | WTA 1000 (0) |
| Tier III (0)         | Premier (6)           | WTA 500 (1)  |
| Tier IV (2)          | International (3)     | WTA 250 (3)  |
| Tier V (0)           | International (3)     | WTA 250 (3)  |

| N.  | Data              | Torneo                                          | Superficie      | Compagna                   | Avversarie in finale                  | Punteggio           |
| 1.  | 14 agosto 2005    | JPMorgan Chase Open, Los Angeles                | Cemento         | Angela Haynes              | Elena Dement'eva Flavia Pennetta      | 2-6, 4-6            |
| 2.  | 14 maggio 2006    | I. ČLTK Prague Open, Praga                      | Terra rossa     | Ashley Harkleroad          | Marion Bartoli Shahar Peer            | 4-6, 4-6            |
| 3.  | 21 maggio 2006    | Grand Prix SAR La Princesse Lalla Meryem, Rabat | Terra rossa     | Ashley Harkleroad          | Zheng Jie Yan Zi                      | 1-6, 3-6            |
| 4.  | 21 febbraio 2010  | Cellular South Cup, Memphis                     | Cemento (i)     | Meghann Shaughnessy        | Michaëlla Krajicek Vania King         | 5-7, 2-6            |
| 5.  | 13 giugno 2010    | AEGON Classic, Birmingham                       | Erba            | Liezel Huber               | Cara Black Lisa Raymond               | 3-6, 2-3, rit.      |
| 6.  | 28 agosto 2010    | Pilot Pen Tennis, New Haven                     | Cemento         | Meghann Shaughnessy        | Květa Peschke Katarina Srebotnik      | 5-7, 0-6            |
| 7.  | 19 settembre 2010 | Bell Challenge, Québec City                     | Sintetico (i)   | Barbora Záhlavová-Strýcová | Sofia Arvidsson Johanna Larsson       | 1-6, 6-2, [6-10]    |
| 8.  | 19 marzo 2011     | BNP Paribas Open, Indian Wells                  | Cemento         | Meghann Shaughnessy        | Elena Vesnina Sania Mirza             | 0-6, 4-6            |
| 9.  | 10 aprile 2011    | Family Circle Cup, Charleston                   | Terra verde     | Meghann Shaughnessy        | Elena Vesnina Sania Mirza             | 4-6, 4-6            |
| 10. | 28 aprile 2013    | Porsche Tennis Grand Prix, Stoccarda            | Terra rossa (i) | Sania Mirza                | Mona Barthel Sabine Lisicki           | 4-6, 5-7            |
| 11. | 10 aprile 2016    | Volvo Car Open, Charleston (2)                  | Terra verde     | Lucie Šafářová             | Caroline Garcia Kristina Mladenovic   | 2-6, 5-7            |
| 12. | 30 ottobre 2016   | WTA Finals, Singapore                           | Cemento (i)     | Lucie Šafářová             | Ekaterina Makarova Elena Vesnina      | 6(5)-7, 3-6         |
| 13. | 29 giugno 2019    | Nature Valley International, Eastbourne         | Erba            | Kirsten Flipkens           | Latisha Chan Chan Hao-ching           | 6-2, 3-6, [6-10]    |
| 14. | 20 ottobre 2019   | Kremlin Cup, Mosca                              | Cemento (i)     | Kirsten Flipkens           | Shūko Aoyama Ena Shibahara            | 2-6, 1-6            |
| 15. | 25 aprile 2021    | Porsche Tennis Grand Prix, Stoccarda (2)        | Terra rossa (i) | Desirae Krawczyk           | Ashleigh Barty Jennifer Brady         | 4-6, 7-5, [5-10]    |
| 16. | 13 giugno 2021    | Open di Francia, Parigi                         | Terra rossa     | Iga Świątek                | Barbora Krejčíková Kateřina Siniaková | 4-6, 2-6            |
| 17. | 8 gennaio 2023    | ASB Classic, Auckland                           | Cemento         | Leylah Fernandez           | Miyu Katō Aldila Sutjiadi             | 6-1, 5-7, [4-10]    |
| 18. | 7 gennaio 2024    | ASB Classic, Auckland (2)                       | Cemento         | Marie Bouzková             | Anna Danilina Viktória Hrunčáková     | 3-6, 7-6(5), [8-10] |
| 19. | 26 luglio 2024    | Livesport Prague Open, Praga                    | Terra rossa     | Lucie Šafářová             | Barbora Krejčíková Kateřina Siniaková | 3-6, 3-6            |

### Doppio misto

#### Vittorie (5)
| Legenda                 |
| ----------------------- |
| Australian Open (1)     |
| Open di Francia (1)     |
| Torneo di Wimbledon (0) |
| US Open (2)             |
| Ori Olimpici (1)        |
| WTA 1000 (0)            |

| N. | Data             | Torneo                          | Superficie  | Compagno     | Avversari in finale             | Punteggio           |
| 1. | 29 gennaio 2012  | Australian Open, Melbourne      | Cemento     | Horia Tecău  | Elena Vesnina Leander Paes      | 6–3, 5–7, [10–3]    |
| 2. | 4 giugno 2015    | Open di Francia, Parigi         | Terra rossa | Mike Bryan   | Lucie Hradecká Marcin Matkowski | 7–6(3), 6–1         |
| 3. | 14 agosto 2016   | Giochi Olimpici, Rio de Janeiro | Cemento     | Jack Sock    | Venus Williams Rajeev Ram       | 6(3)-7, 6-1, [10-7] |
| 4. | 8 settembre 2018 | US Open, New York               | Cemento     | Jamie Murray | Alicja Rosolska Nikola Mektić   | 2-6, 6-3, [11-9]    |
| 5. | 7 settembre 2019 | US Open, New York (2)           | Cemento     | Jamie Murray | Chan Hao-ching Michael Venus    | 6-2, 6-3            |

#### Sconfitte (3)
| Legenda                 |
| ----------------------- |
| Australian Open (1)     |
| Open di Francia (0)     |
| Torneo di Wimbledon (0) |
| US Open (1)             |
| Argenti Olimpici (0)    |
| WTA 1000 (1)            |

| N. | Data              | Torneo                         | Superficie | Compagno     | Avversari in finale              | Punteggio           |
| 1. | 11 settembre 2015 | US Open, New York              | Cemento    | Sam Querrey  | Martina Hingis Leander Paes      | 4–6, 6–3, [7–10]    |
| 2. | 1º febbraio 2020  | Australian Open, Melbourne     | Cemento    | Jamie Murray | Barbora Krejčíková Nikola Mektić | 7–5, 4–6, [1–10]    |
| 3. | 14 marzo 2025     | BNP Paribas Open, Indian Wells | Cemento    | Mate Pavić   | Sara Errani Andrea Vavassori     | 7-6(3), 3-6, [8-10] |

## Statistiche ITF

### Singolare

#### Vittorie (5)
| Torneo $100.000 (0) |
| Torneo $80.000 (0)  |
| Torneo $75.000 (1)  |
| Torneo $60.000 (0)  |
| Torneo $50.000 (4)  |
| Torneo $25.000 (0)  |
| Torneo $15.000 (0)  |
| Torneo $10.000 (0)  |

| N. | Data            | Torneo                                                        | Superficie  | Avversaria in finale | Punteggio     |
| 1. | 30 maggio 2003  | ITF Women's Circuit Fullerton, Fullerton                      | Cemento     | Seda Noorlander      | 6-4, 3-6, 6-4 |
| 2. | 25 luglio 2004  | ITF Women's Circuit Schenectady, Schenectady                  | Cemento     | Maureen Drake        | 6-3, 6-1      |
| 3. | 4 dicembre 2005 | ITF Women's Circuit Palm Beach Gardens, Palm Beach Gardens    | Terra verde | Melinda Czink        | 4-6, 6-4, 6-4 |
| 4. | 13 maggio 2007  | Mima Foundation USTA Pro Tennis Classic, Indian Harbour Beach | Terra verde | Vol'ha Havarcova     | 7-5, 1-6, 6-1 |
| 5. | 27 aprile 2008  | Dothan Pro Tennis Classic, Dothan                             | Terra verde | Varvara Lepchenko    | 6-2, 7-6(3)   |

#### Sconfitte (4)
| Torneo $100.000 (0) |
| Torneo $80.000 (0)  |
| Torneo $75.000 (1)  |
| Torneo $60.000 (0)  |
| Torneo $50.000 (3)  |
| Torneo $25.000 (0)  |
| Torneo $15.000 (0)  |
| Torneo $10.000 (0)  |

| N. | Data            | Torneo                                                  | Superficie  | Avversaria in finale | Punteggio     |
| 1. | 8 dicembre 2002 | ITF Women's Circuit Boynton Beach, Boynton Beach        | Terra verde | Julia Vakulenko      | 4–6, 0–6      |
| 2. | 20 luglio 2003  | ITF Women's Circuit Oyster Bay, Oyster Bay              | Cemento     | Anna-Lena Grönefeld  | 3–6, 0–6      |
| 3. | 22 ottobre 2006 | ITF Women's Circuit Houston, Houston                    | Cemento     | Ágnes Szávay         | 6–2, 4–6, 1-6 |
| 4. | 11 maggio 2008  | Audi Melbourne Pro Tennis Classic, Indian Harbour Beach | Terra verde | Yanina Wickmayer     | 4-6, 5-7      |

### Doppio

#### Vittorie (3)
| Torneo $100.000 (0) |
| Torneo $80.000 (0)  |
| Torneo $75.000 (0)  |
| Torneo $60.000 (0)  |
| Torneo $50.000 (2)  |
| Torneo $25.000 (1)  |
| Torneo $15.000 (0)  |
| Torneo $10.000 (0)  |

| N. | Data            | Torneo                                                   | Superficie  | Partner       | Rivali in finale                   | Risultato     |
| 1. | 26 gennaio 2003 | ITF Women's Circuit Fullerton, Fullerton                 | Cemento     | Shenay Perry  | Elizabeth Schmidt Anouska Van Exel | 6-3, 6-2      |
| 2. | 18 maggio 2003  | Boyd Tinsley Women's Clay Court Classic, Charlottesville | Terra verde | Lila Osterloh | Julie Ditty Christina Wheeler      | 7-5, 6-1      |
| 3. | 5 ottobre 2003  | USTA Tennis Classic of Troy, Troy                        | Cemento     | Shenay Perry  | Lindsay Lee-Waters Petra Rampre    | 6-2, 2-6, 6-4 |

#### Sconfitte (5)
| Torneo $100.000 (0) |
| Torneo $80.000 (0)  |
| Torneo $75.000 (2)  |
| Torneo $60.000 (0)  |
| Torneo $50.000 (2)  |
| Torneo $25.000 (1)  |
| Torneo $15.000 (0)  |
| Torneo $10.000 (0)  |

| N. | Data             | Torneo                                     | Superficie  | Partner           | Rivali in finale                   | Risultato         |
| 1. | 9 febbraio 2003  | Dow Corning Tennis Classic, Midland        | Cemento (i) | Shenay Perry      | Teryn Ashley Abigail Spears        | 1-6, 6-4, 4-6     |
| 2. | 8 giugno 2003    | The Surbiton Trophy, Surbiton              | Erba        | Lilia Osterloh    | Shinobu Asagoe Nana Miyagi         | 6(11)-7, 6-3, 4-6 |
| 3. | 3 ottobre 2004   | USTA Tennis Classic of Troy, Troy          | Cemento     | Shenay Perry      | Teryn Ashley Laura Granville       | 6-2, 0-3, rit.    |
| 4. | 23 ottobre 2005  | ITF Women's Circuit Houston, Houston       | Cemento     | Angela Haynes     | Christina Fusano Raquel Kops-Jones | 4-6, 3-6          |
| 5. | 13 novembre 2005 | ITF Women's Circuit Pittsburgh, Pittsburgh | Cemento     | Ashley Harkleroad | Teryn Ashley Carly Gullickson      | 1-6, 0-6          |

## Risultati in progressione
| Sigla | Risultato               |
| ----- | ----------------------- |
| V     | Vincitore               |
| F     | Finalista               |
| SF    | Semifinalista           |
| O     | Oro olimpico            |
| A     | Argento olimpico        |
| SF    | Bronzo olimpico         |
| QF    | Quarti di Finale        |
| 4T    | Quarto turno            |
| 3T    | Terzo turno             |
| 2T    | Secondo turno           |
| 1T    | Primo turno             |
| RR    | Round Robin             |
| LQ    | Turno di qualificazione |
| A     | Assente                 |
| ND    | Non disputato           |

| Legenda superfici    |
| -------------------- |
| Cemento              |
| Terra battuta        |
| Erba                 |
| Superficie variabile |

### Singolare
| Tornei del Grande Slam    |               |               |               |               |               |               |               |               |               |               |               |               |               |         |         |         |         |                      |                      |
| Australian Open           | A             | A             | A             | Q2            | A             | Q3            | Q3            | Q1            | A             | Q3            | 1T            | 1T            | Q1            | 1T      | 3T      | 1T      | Q3      | 0 / 5                | 2–5                  |
| Open di Francia           | A             | A             | A             | Q2            | Q2            | 1T            | Q1            | 2T            | 1T            | 2T            | 3T            | 2T            | 4T            | A       | 1T      | 1T      | 3T      | 0 / 9                | 8–9                  |
| Wimbledon                 | A             | A             | Q3            | Q2            | A             | 1T            | 2T            | 4T            | 1T            | 1T            | 1T            | A             | 1T            | A       | 3T      | 1T      |         | 0 / 9                | 6–9                  |
| US Open                   | 1T            | 1T            | 1T            | 1T            | 1T            | 1T            | 2T            | 2T            | 2T            | 2T            | 1T            | 1T            | 2T            | A       | 3T      | 1T      |         | 0 / 15               | 7–15                 |
| Vittorie-sconfitte        | 0–1           | 0–1           | 0–1           | 0–1           | 0–1           | 0–3           | 2–2           | 5–3           | 1–3           | 2–3           | 2–4           | 1–3           | 4–3           | 0–1     | 6-4     | 0–4     | 0-0     | 0 / 38               | 23–38                |
| WTA Premier Mandatory     |               |               |               |               |               |               |               |               |               |               |               |               |               |         |         |         |         |                      |                      |
| Indian Wells              | A             | A             | 1T            | Q1            | Q1            | 2T            | 2T            | 1T            | 2T            | 2T            | 2T            | 1T            | 1T            | 1T      | 1T      | 1T      | 1T      | 0 / 13               | 5–13                 |
| Key Biscayne              | Q2            | A             | 1T            | A             | A             | Q1            | Q2            | Q1            | 1T            | 1T            | 2T            | A             | 2T            | 1T      | A       | 1T      | 4T      | 0 / 8                | 5–8                  |
| Madrid                    | Non disputato | Non disputato | Non disputato | Non disputato | Non disputato | Non disputato | Non disputato | Non disputato | 1T            | A             | QF            | Q1            | 1T            | A       | 1T      | Q2      |         | 0 / 4                | 3–4                  |
| Pechino                   | Tier IV       | Tier IV       | Tier II       | Tier II       | Tier II       | Tier II       | Tier II       | Tier II       | A             | A             | A             | A             | A             | 1T      | QF      | A       |         | 0 / 2                | 2–2                  |
| WTA Premier 5             |               |               |               |               |               |               |               |               |               |               |               |               |               |         |         |         |         |                      |                      |
| Dubai                     | Tier II       | Tier II       | Tier II       | Tier II       | Tier II       | Tier II       | Tier II       | Tier II       | A             | A             | 1T            | Premier       | Premier       | Premier | A       | P       | A       | 0 / 1                | 0–1                  |
| Doha                      | Tier III      | Tier III      | Tier III      | Tier II       | Tier II       | Tier II       | Tier II       | A             | Non disputato | Non disputato | P             | A             | 1T            | 2T      | P       | 1T      | P       | 0 / 3                | 1–3                  |
| Roma                      | A             | A             | A             | A             | A             | A             | A             | A             | 2T            | 2T            | 2T            | Q1            | A             | A       | A       | Q2      |         | 0 / 3                | 3–3                  |
| Montréal / Toronto        | A             | A             | A             | 2T            | A             | A             | A             | 1T            | Q1            | 2T            | A             | Q1            | 1T            | A       | Q1      | Q2      |         | 0 / 3                | 2–3                  |
| Cincinnati                | Non disputato | Non disputato | Non disputato | Tier III      | Tier III      | Tier III      | Tier III      | Tier III      | Q1            | A             | A             | 1T            | 1T            | A       | A       | A       |         | 0 / 2                | 0–2                  |
| Tokyo                     | A             | A             | A             | Q3            | A             | Q2            | 1T            | A             | A             | A             | A             | A             | A             | Premier | Premier | Premier | Premier | 0 / 1                | 0–1                  |
| Wuhan                     | Non disputato | Non disputato | Non disputato | Non disputato | Non disputato | Non disputato | Non disputato | Non disputato | Non disputato | Non disputato | Non disputato | Non disputato | Non disputato | Q2      | A       | 1T      |         | 0 / 1                | 0–1                  |
| Carriera                  |               |               |               |               |               |               |               |               |               |               |               |               |               |         |         |         |         |                      |                      |
| Anno                      | 2001          | 2002          | 2003          | 2004          | 2005          | 2006          | 2007          | 2008          | 2009          | 2010          | 2011          | 2012          | 2013          | 2014    | 2015    | 2016    | 2017    | Totale               | Totale               |
| Giocati                   | 2             | 1             | 5             | 3             | 3             | 12            | 8             | 14            | 14            | 13            | 14            | 9             | 15            | 9       | 14      | 19      | 5       | 158                  | 158                  |
| Titoli                    | 0             | 0             | 0             | 0             | 0             | 0             | 0             | 0             | 0             | 0             | 0             | 0             | 0             | 0       | 0       | 0       | 0       | 0                    | 0                    |
| Finali                    | 0             | 0             | 0             | 0             | 0             | 0             | 0             | 1             | 0             | 1             | 1             | 0             | 1             | 0       | 0       | 0       | 0       | 4                    | 4                    |
| Vittorie-sconfitte totali | 0–2           | 0–1           | 0–5           | 2–3           | 3–3           | 9–12          | 6–8           | 19–14         | 7–14          | 14–13         | 18–14         | 5–9           | 16–15         | 3–9     | 14–14   | 12-19   | 10-5    | 138–161              | 138–161              |
| Ranking di fine anno      |               |               |               |               |               |               |               |               |               |               |               |               |               |         |         |         |         |                      |                      |
| Anno                      | 2001          | 2002          | 2003          | 2004          | 2005          | 2006          | 2007          | 2008          | 2009          | 2010          | 2011          | 2012          | 2013          | 2014    | 2015    | 2016    | 2017    | Migliore in carriera | Migliore in carriera |
| Ranking                   | 338           | 270           | 135           | 166           | 171           | 104           | 112           | 39            | 152           | 59            | 55            | 173           | 47            | 175     | 61      | 175     | 121     | No.30                | No.30                |

## Vittorie contro giocatrici Top 10
| Stagione | 2008 | 2009 | 2010 | 2011 | 2012 | 2013 | 2014 | 2015 | 2016 | 2017 | Totale |
| Vittorie | 1    | 0    | 0    | 1    | 0    | 2    | 1    | 1    | 0    | 1    | 7      |

| #    | Giocatrice          | Ranking | Evento                       | Superficie      | Turno | Punteggio     | Rank. BMSR |
| ---- | ------------------- | ------- | ---------------------------- | --------------- | ----- | ------------- | ---------- |
| 2008 |                     |         |                              |                 |       |               |            |
| 1.   | Marion Bartoli      | 10      | Torneo di Wimbledon, Londra  | Erba            | 3T    | 6-4, 6-1      | 69         |
| 2011 |                     |         |                              |                 |       |               |            |
| 2.   | Francesca Schiavone | 4       | Madrid Open, Madrid          | Terra rossa     | 3T    | 7-6(5), 6-3   | 41         |
| 2013 |                     |         |                              |                 |       |               |            |
| 3.   | Sara Errani         | 7       | Stuttgart Open, Stoccarda    | Terra rossa (i) | 2T    | 6-0, 4-6, 6-1 | 104        |
| 4.   | Li Na               | 6       | Open di Francia, Parigi      | Terra rossa     | 2T    | 5-7, 6-3, 6-2 | 67         |
| 2014 |                     |         |                              |                 |       |               |            |
| 5.   | Agnieszka Radwańska | 5       | Sydney International, Sydney | Cemento         | 2T    | 7-5, 6-2      | 48         |
| 2015 |                     |         |                              |                 |       |               |            |
| 6.   | Ana Ivanović        | 7       | Torneo di Wimbledon, Londra  | Erba            | 2T    | 6-3, 6-4      | 158        |
| 2017 |                     |         |                              |                 |       |               |            |
| 7.   | Elina Svitolina     | 10      | Miami Open, Miami            | Cemento         | 2T    | 7-5, 6-4      | 158        |